# NGC 3042
NGC 3042 ist eine linsenförmige Galaxie mit aktivem Galaxienkern vom Hubble-Typ S0 im Sternbild Sextant am Südsternhimmel. Sie ist schätzungsweise 161 Millionen Lichtjahre von der Milchstraße entfernt und hat einen Durchmesser von etwa 60.000 Lj.
Im selben Himmelsareal befinden sich u. a. die Galaxien NGC 3018, NGC 3023, NGC 3044.
Das Objekt wurde am 30. April 1864 vom deutschen Astronomen Albert Marth entdeckt.